# UM Airlines

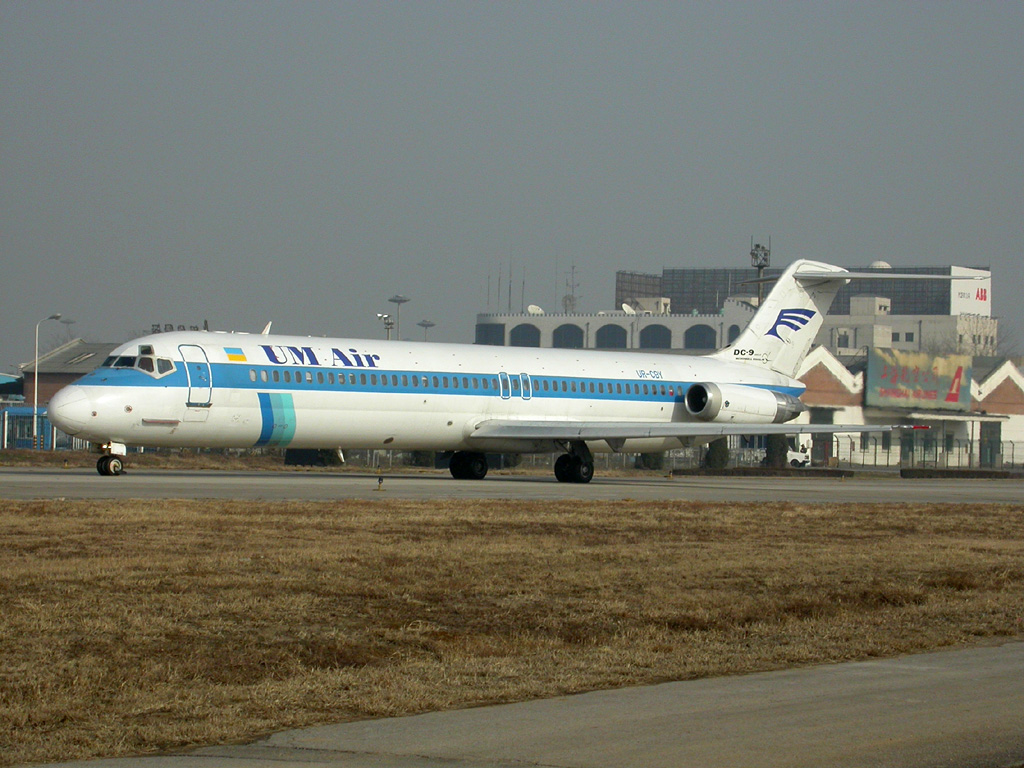
Douglas-DC-9

UM Airlines – nieistniejące już ukraińskie linie lotnicze z siedzibą w Kijowie. Obsługiwały połączenia krajowe, kraje byłego Związku Radzieckiego oraz Bliski Wschód. Głównym hubem był Port lotniczy Kijów-Boryspol.

## Wypadki
- 26 maja 2003 roku. Lot 4230 UM Airlines z Biszkeku do Saragossy. Jak-42 podchodzący do międzylądowania na tureckim lotnisku rozbił się o zbocze góry. Zginęło wówczas 75 osób.